# Renato Paratore
Renato Paratore (Rome, 14 december 1996) is een Italiaanse golfer.

## Amateur
Paratore is lid van de in 2000 geopende Parco di Roma Golf Club. Hij was beste amateur in het Nationaal Open (2012) en het Open d'Italia Lindt (2013) en haalde de kwartfinale van het Brits Amateur.  Hij stond in november 2014 nummer 5 op de wereldranglijst (WAGR).

### Gewonnen
- 2013: Junior Orange Bowl International Championship (-9)
- 2014: Portugees Amateur (strokeplay), Trofeo Internazionale Umberto Agnelli (-12)

### Teams
- European Nations Cup: 2013, 2014
- Eisenhower Trophy: 2012

## Professional
Eind 2014 speelde hij de Tourschool. Nadat hij ook Stage 2 had gehaald, werd hij professional. Hij was de jongste speler op de Finals.